# چاکرا گلو

چاکرای پنجم: چاکرای گلو یا حلق

چاکرا گلو یا ویشوددها (انگلیسی: Vishuddha), ناحیهٔ ستاره ۱۶ پَر زیر گردن و چاکرای مرکز روانی و پرانیک در ستون مهره‌ها در پشت گلو و در اتصال با شبکهٔ گردنی، لوزه‌ها و غدهٔ تیروئید است

## تمثیلاثیر
این مرکز معروف به مرکز پاکیزگی (Vishuddha) است که در ناحیه گلو قرار یافته‌است و به صورت نیلوفر شانزده گلبرگی است که رنگ سرخ خاکستری دارد. در داخل آن فضای آبی رنگی است که تمثیل اثیر (Ākāśa) است. این مرکز مطابق بت اُم العناصر است که همان اثیر است.

## آرام گرفتنکندالینیدر چاکرای ویشوددها
با بیداری مار کندالینی، حلقه‌ها گشوده می‌شود و به راه تکامل برگشت می‌کند. بندها را که گسست، او [She] از عصب فقرات بالا می‌رود، و در راه بالا درهای عالم دیدنی بالا را به روی سالک می‌گشاید، چون به جرم مخ برسد، با ربّ النوعش درمی‌آمیزد و در حقیقت ایستا (Static Real) فرومی‌رود. مواقعی که در آمیزش نیست، در چاکرای ویشوددهای (Vishuddha Chakra) ناحیهٔ گردن در صفا و شکوه خود آرام می‌گیرد.

## نیروهای صوتی الهی
وقتی که کندالینی نقش ساراسواتی (Saraswati)(سرسوتی)، الههٔ سخن، را ایفا می‌کند، در ویشوددها (Vishuddha)، او به عنوان وارنامایی نیروهای صوتی الهی را که تا آن زمان بی حرکت بوده، در یوگی به کار می‌اندازد. یوگی خود به خود شروع به ادای حروف، کلمه ها، جمله ها و مانتراهایی به زبان سانسکریت و زبان‌های مختلف دیگری می‌کند که اغلب برای شخص ناشناخته اند. او صداهایی از خود درمی‌آورد که شباهت به صدای حیوانات، پرند گان و صداهای بی قوارهٔ زیادی دارند. گاه شعر می‌سراید، و با آهنگهای مختلف سرود می‌خواند و اسماء متعدد خداوند را به زبان جاری می‌کند. مانتراهایی را که با صدای بلند ادا می‌کند سیددها مانترا هستند. درمورد کرییاواتی، ورزشهای فیزیکی که در اثر کندالینی تجربه می‌شوند، اگر به نوآموز تجویز شده باشند به برپایی کندالینی کمک می‌کنند. این سیددها مانتراها هم اگرآموزش داده شوند، به او کمک می‌کنند تا کندالینی را از طریق جاپام (japam ذکر و قوالی) بیدار نماید.

## بذر مانترا
کندالینی با عشق الهی و انجام کردارهای نیک، بازهم بالاتر می‌رود و به ویشوددها (Vishuddha)، که مرکز تطهیراست می‌رسد، و درآنجا به صورتی تبدیل می‌گردد، و بذر (مانترا) دوباره صورت اصلیش را در مرید می‌پذیرد. در این مرکز، کندالینی الهی به صورت خالص تابانش ظهور می کند، و دریافت دستورها را از درون آغاز می‌نماید، و آنها را به سالک انتقال می‌دهد.